# Nuria Rábano
Nuria Rábano, née le 15 juin 1999, est une footballeuse internationale espagnole qui joue comme arrière gauche pour le  VfL Wolfsburg. Elle rejoint le club allemand à travers un transfert gratuit à la suite de son départ du FC Barcelone.

## Carrière

### En club
Rábano commence sa carrière à l'Atlético Arousana.

#### Deportivo La Corogne (2016-20)
Au Deportivo La Corogne, Rábano est titulaire dans sa campagne invaincue de Reto Iberdrola 2018-2019 qui lui permet d'être promu en Primera División pour la première fois de son histoire. Lors de la première saison de Primera División, Rábano aide l'équipe à atteindre la 4e place avant que la saison de championnat ne soit écourtée en raison de la pandémie de COVID-19. Elle prend la décision de quitter le club à la fin de la saison parce qu'elle estime qu'il était temps de jouer à un niveau de football plus élevé .

#### Real Sociedad (2020-22)
À la fin de la saison 2019-2020, Rábano quitte le Deportivo La Corogne pour signer un contrat de deux ans avec la Real Sociedad. Au cours de la saison 2021-2022, Rábano est un élément essentiel de la défense de la Real Sociedad qui se qualifie pour la Ligue des champions féminine de l'UEFA pour la première fois de son histoire.

#### FC Barcelone (2022-2023)
Le 17 juin 2022,le FC Barcelone annonce la signature de Rábano pour un contrat de deux ans .
Le 4 juillet 2023, Rábano et Barcelone conviennent de résilier son contrat après ses apparitions sporadiques tout au long de la saison .

### En équipe nationale
Rábano est appelée pour représenter l'Espagne au Championnat d'Europe des moins de 19 ans 2017. Lors du deuxième match de la phase de groupes de l'Espagne contre l'Allemagne, elle subit une entorse au ligament de la cheville droite et est exclue pour le reste de la compétition. L'Espagne remporte la compétition contre la France pour se qualifier pour la Coupe du monde U20 2018. Rábano est également appelée dans l'équipe pour ce tournoi mais est remplaçante tout au long du tournoi où l'Espagne termine deuxième,.

## Palmarès
- FC Barcelone
  - Ligue des champions féminine de l'UEFA : 2022-2023 [11]
  - Première Division : 2022–23
  - Supercoupe d'Espagne : 2022–23